# 1. ÖFB Futsal Liga
Die 1. ÖFB Futsal Liga ist die höchste österreichische Futsal-Liga. Sie existiert seit der Saison 2010/11 und wird vom österreichischen Fußball-Bund betrieben. Zuvor wurde die österreichische Futsal-Bundesliga unter der Schirmherrschaft von Austria Futsal seit der Saison 2002/03 ausgetragen. Der österreichische Meister qualifiziert sich für die erste Qualifikationsrunde der UEFA Futsal Champions League.

## Reglement
Die Liga spielt gemäß dem Futsalreglement der FIFA. Seit der Saison 2019/20 wird die Liga mit 12 Mannschaften ausgespielt. Diese werden in drei Gruppen aufgeteilt und in Hin- und Rückrunde ausgespielt. Die beiden Erstplatzierten jeder Gruppe steigen in die Meistergruppe auf, wo ebenfalls in Hin- und Rückrunde der österreichische Futsal-Meister ermittelt wird. Der Dritt- und Viertplatzierte jeder Vorrundengruppe spielt in der Abstiegsgruppe. Nach der regulären Saison steigt der letzte Verein der Tabelle direkt in die zweite Spielklasse, der 2. ÖFB Futsal Liga, ab.
Die Platzierungen in der Tabelle ergeben sich aus den in den Partien erzielten Punkten: Drei Punkte für einen Sieg, ein Punkt bei Unentschieden und null Punkte im Falle einer Niederlage. Bei Punktegleichstand entscheidet nicht sofort das Torverhältnis über die Platzierung, sondern die Ergebnisse der direkten Aufeinandertreffen der punktgleichen Teams.
In der Saison 2020/21 traten nur 10 Teams an, der Meister wurde in einem einzigen Durchgang von neun Spielen ermittelt.

## Übersicht der Meister
| Saison  | Meister                        | Vizemeister                    |
| ------- | ------------------------------ | ------------------------------ |
| 2023/24 | FC Diamant Linz                | FC Ljuti Krajisnici            |
| 2022/23 | FC Diamant Linz                | Stella Rossa Wien              |
| 2021/22 | Fortuna Wiener Neustadt        | Stella Rossa Wien              |
| 2020/21 | FC Diamant Linz                | Stella Rossa Wien              |
| 2019/20 | 1. FC Allstars Wiener Neustadt | Fortuna Wiener Neustadt        |
| 2018/19 | 1. FC Allstars Wiener Neustadt | FC Diamant Linz                |
| 2017/18 | 1. FC Allstars Wiener Neustadt | FC Diamant Linz                |
| 2016/17 | FC Diamant Linz                | 1. FC Allstars Wiener Neustadt |
| 2015/16 | SC Kaiserebersdorf-Srbija 08   | Futsal Schwaz                  |
| 2014/15 | Stella Rossa Wien              | Futsal Klagenfurt              |
| 2013/14 | Futsal Schwaz                  | 1. FC Allstars Wiener Neustadt |
| 2012/13 | Stella Rossa Wien              | Futsal Schwaz                  |
| 2011/12 | 1. FC Allstars Wiener Neustadt | Stella Rossa Wien              |
| 2010/11 | Stella Rossa Wien              | 1. FC Allstars Wiener Neustadt |
| 2009/10 | Stella Rossa Wien              | 1. FC Allstars Wiener Neustadt |
| 2008/09 | 1. FC Allstars Wiener Neustadt | Stella Rossa Wien              |
| 2007/08 | 1. FC Futsal Graz              | 1. FC Allstars Wiener Neustadt |
| 2006/07 | Stella Rossa Wien              | 1. FC Allstars Wiener Neustadt |
| 2005/06 | USC Eugendorf                  | SC Ebental                     |
| 2004/05 | Akademie U19 St.Pölten         | ASK Hattrick Salzburg          |
| 2003/04 | FC Linz                        | Olimpia Wien                   |
| 2002/03 | OC Vienna                      | Stella Rossa Wien              |

## Titel nach Mannschaft
| Mannschaft                     | Meister | Vizemeister | Jahre                        |
| ------------------------------ | ------- | ----------- | ---------------------------- |
| 1. FC Allstars Wiener Neustadt | 5       | 6           | 2009, 2012, 2018, 2019, 2020 |
| Stella Rossa Wien              | 5       | 6           | 2007, 2010, 2011, 2013, 2015 |
| FC Diamant Linz                | 4       | 2           | 2017, 2021, 2023, 2024       |
| Futsal Schwaz                  | 1       | 2           | 2014                         |
| SC Kaiserebersdorf-Srbija 08   | 1       | 0           | 2016                         |
| 1. FSC Graz                    | 1       | 0           | 2008                         |
| USC Eugendorf                  | 1       | 0           | 2006                         |
| Akademie U19 St.Pölten         | 1       | 0           | 2005                         |
| FC Linz                        | 1       | 0           | 2004                         |
| OC Vienna                      | 1       | 0           | 2003                         |
| Fortuna Wiener Neustadt        | 1       | 1           | 2022                         |
| Futsal Klagenfurt              | 0       | 1           |                              |
| FC Ljuti Krajisnici            | 0       | 1           |                              |
| SC Ebental                     | 0       | 1           |                              |
| ASK Hattrick Salzburg          | 0       | 1           |                              |
| Olimpia Wien                   | 0       | 1           |                              |